# Brunettia scitula
Brunettia scitula är en tvåvingeart som beskrevs av Duckhouse 1966. Brunettia scitula ingår i släktet Brunettia och familjen fjärilsmyggor. Inga underarter finns listade i Catalogue of Life.